# Dalke

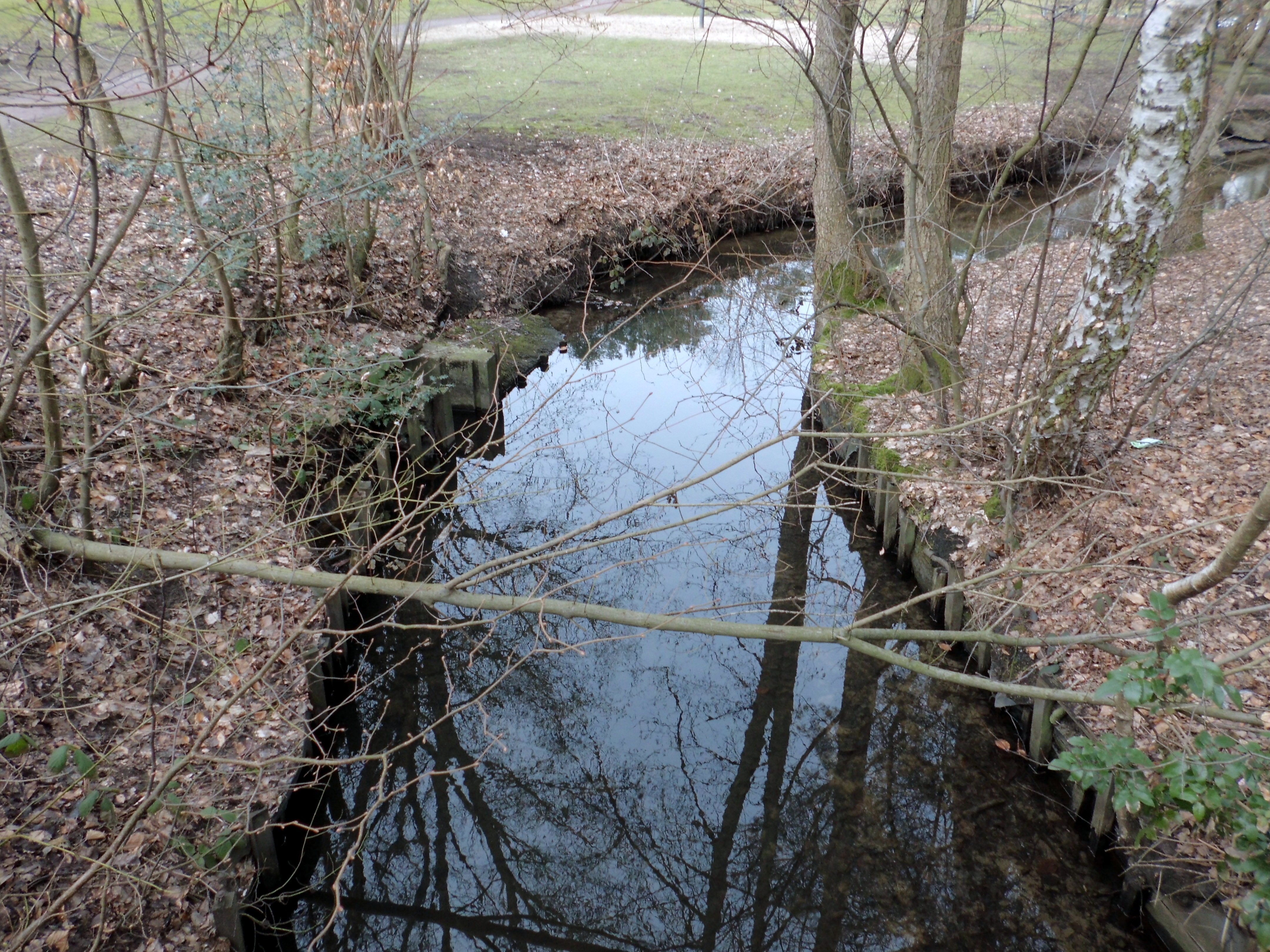
Bullerbach in Bielefeld-Sennestadt

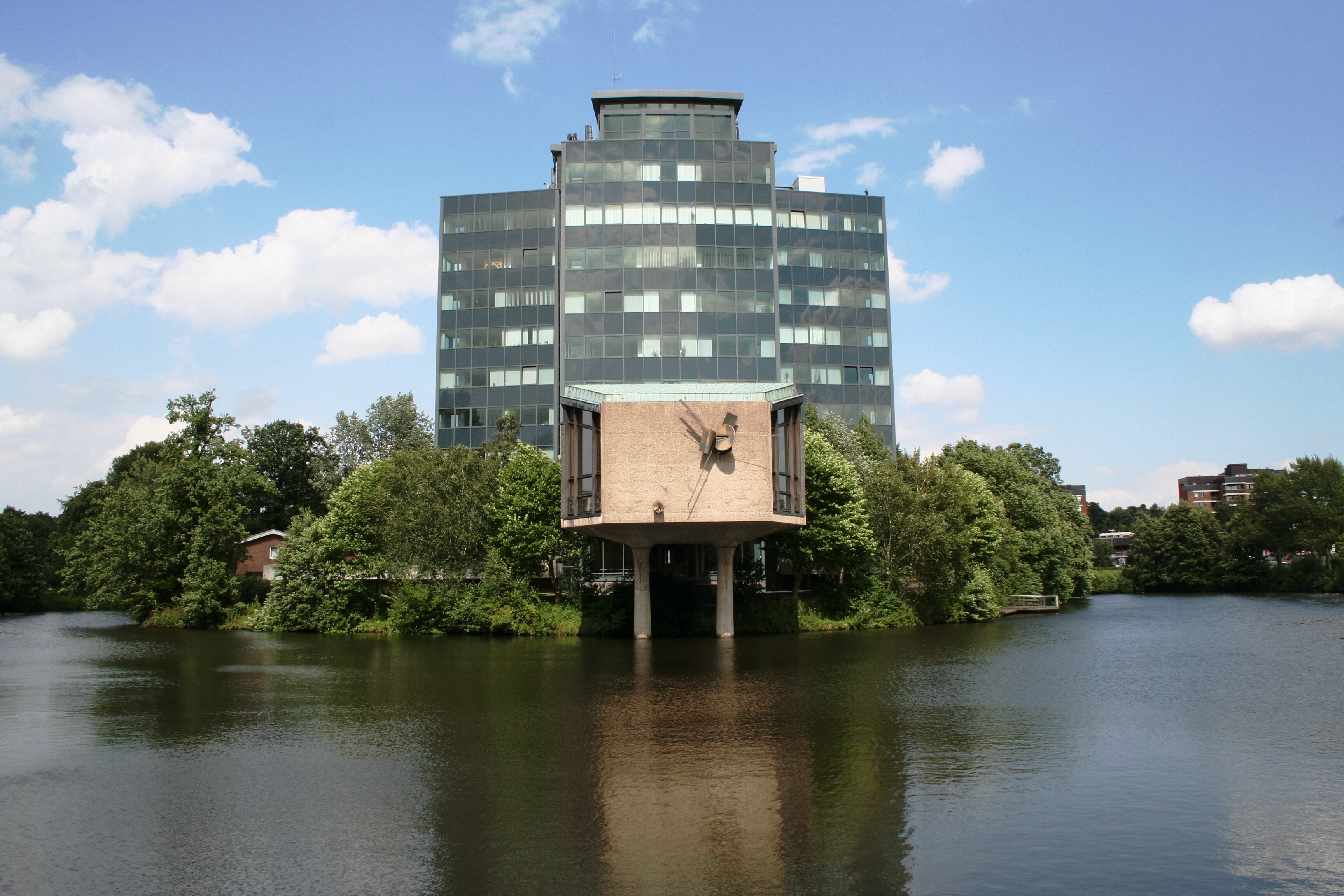
Sennestadthaus mit Stadtteich

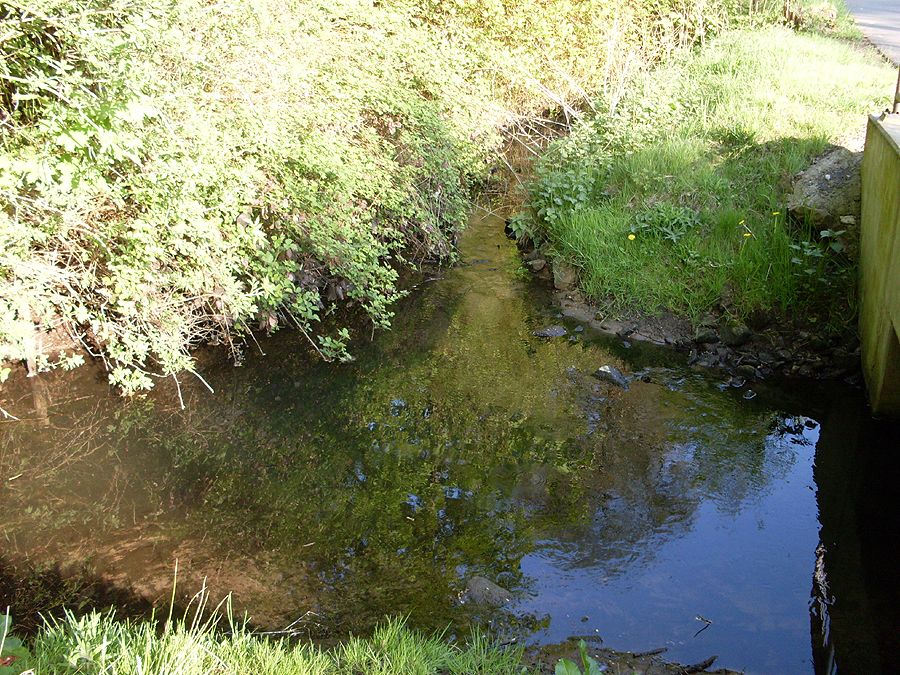
Einmündung des Sprungbachs bei Eckardtsheim

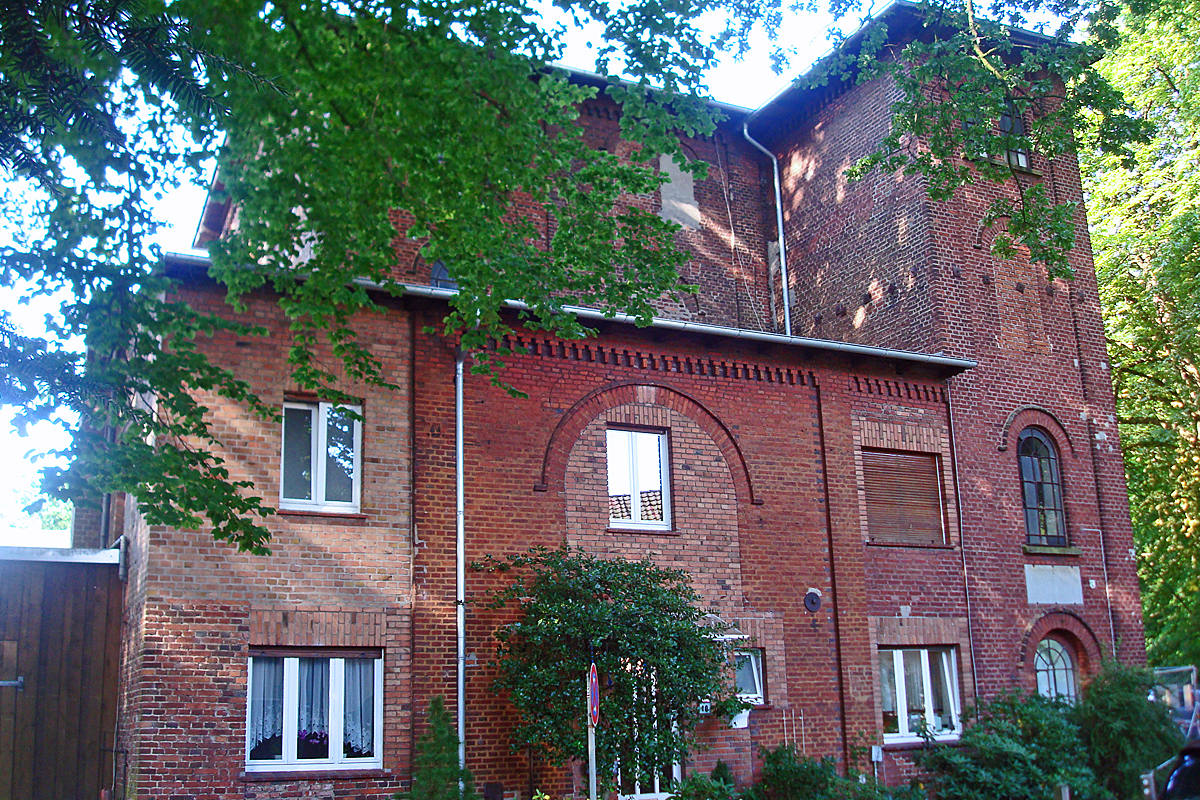
Mühle Avenstroth am Gütersloher Parkbad

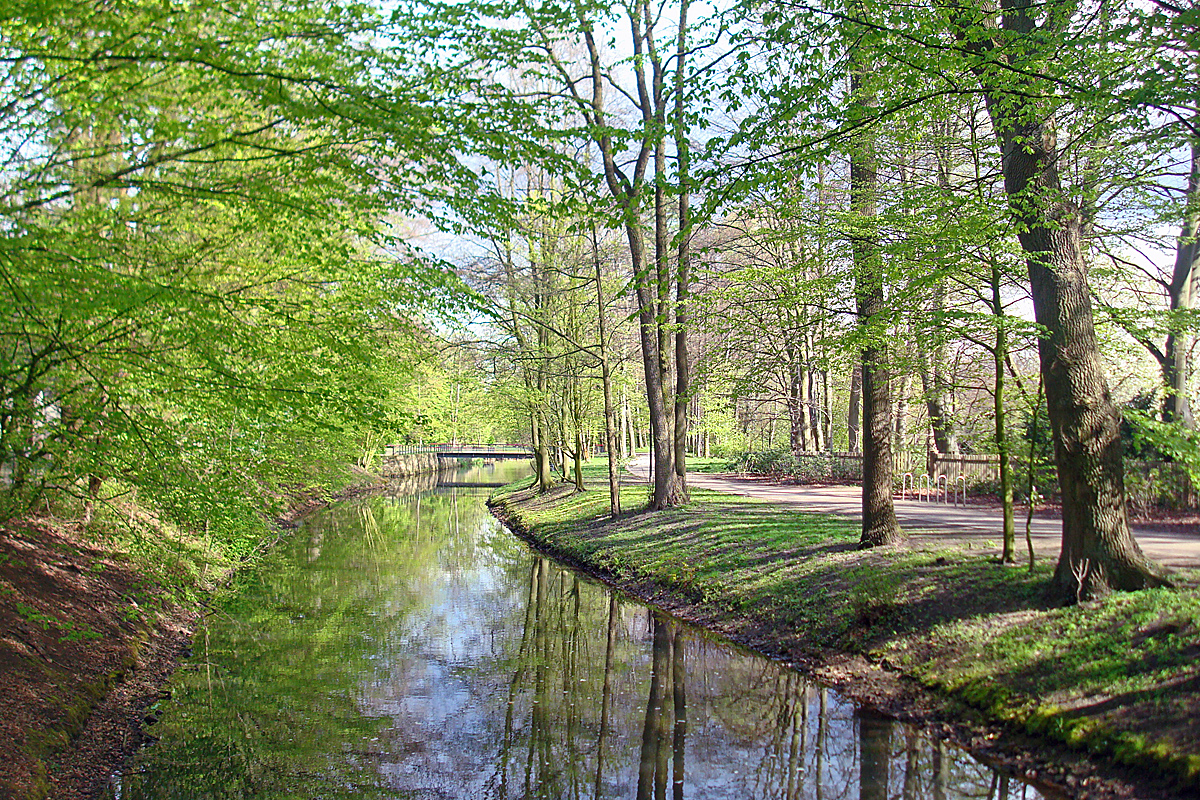
Die Dalke im Stadtpark Gütersloh

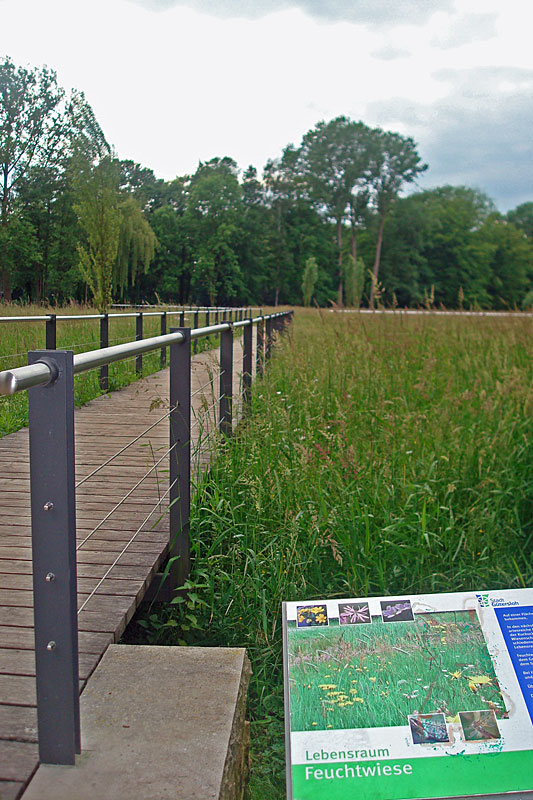
Lebensraum Feuchtwiese: Infotafel an den Dalkeauen im Stadtpark

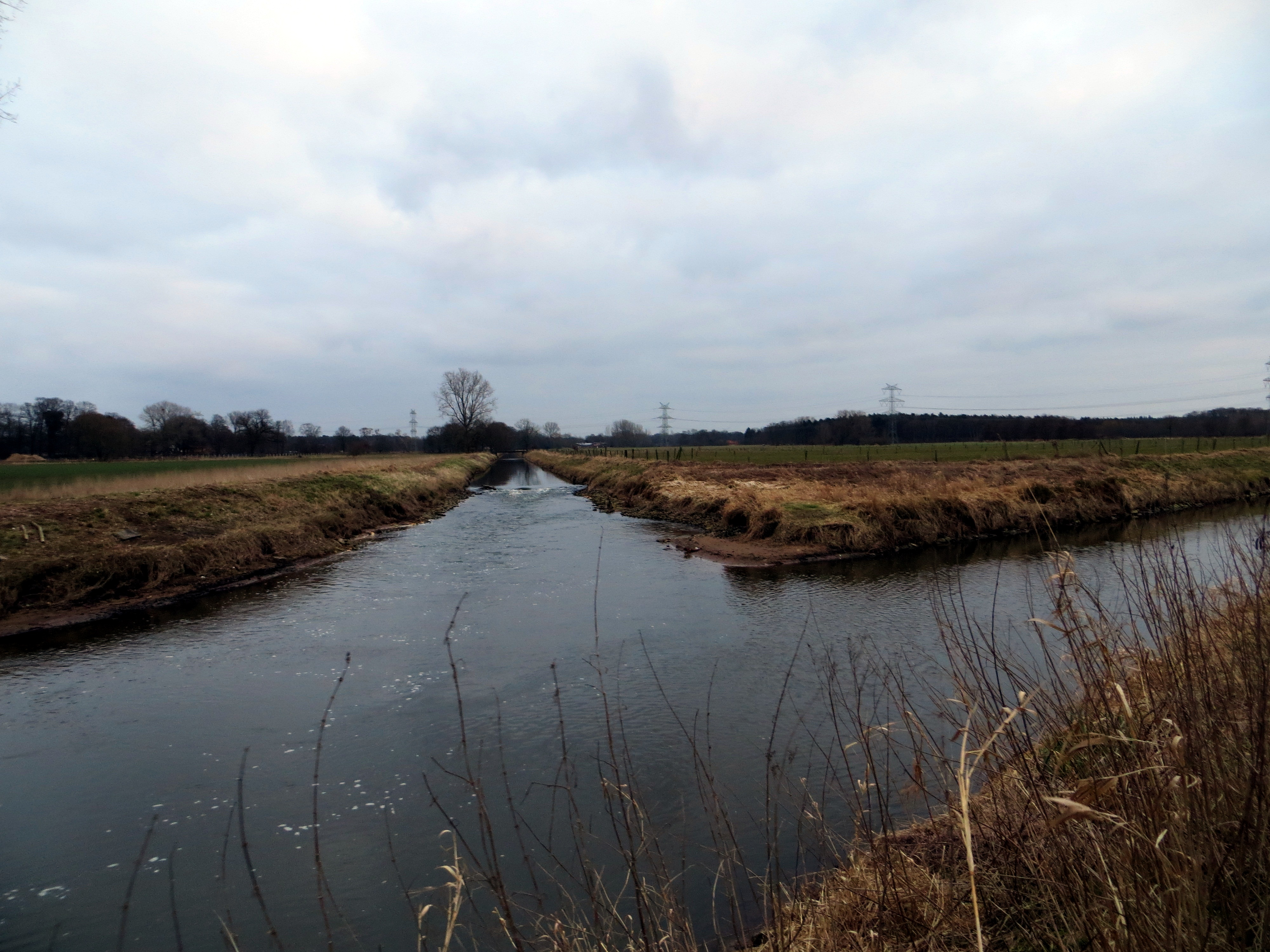
Die Mündung der Dalke in die Ems

Die Dalke (auch Dalkebach, im Oberlauf Bullerbach genannt) ist ein rund 24 Kilometer langer, rechtsseitiger Nebenfluss der Ems.

## Flussverlauf

### Oberlauf als Bullerbach
Die Quelle der im Oberlauf als Bullerbach bezeichneten Dalke befindet sich in 138 Metern Höhe im Bielefelder Stadtteil Sennestadt. Das Gewässer entspringt eigentlich bereits östlich des Hellegrundsbergs im Bereich von Lämershagen, versickert jedoch nach einigen hundert Metern Fließstrecke wie der überwiegende Teil der im Teutoburger Wald
entspringenden Bäche nach Verlassen des Berglands im Sand. Da die wasserundurchlässige Mergelschicht südwestlich des Teutoburger Waldes die Oberfläche erreicht, tritt der Bach schließlich in Sennestadt in einer aufwändig renaturierten Quelle wieder zu Tage.
Der Bullerbach fließt in einem naturnahen Bachtal in südwestliche Richtung ab und wird im Bereich von Sennestadt an mehreren Stellen aufgestaut. Zunächst durchfließt das Gewässer den knapp 8000 m² großen Parkteich, daraufhin den 17.160 m² großen und das Bezirksamt Sennestadthaus umgebenden Stadtteich, und schließlich eine weitere als Mühlenteich bezeichnete Stauanlage.
Im weiteren Verlauf führt der Bullerbach durch Eckardtsheim, nimmt dort linksseitig den Sprungbach auf und wird ab diesem Zulauf „Dalke“ genannt.

### Mittellauf bis Stadtgrenze Gütersloh
Südwestlich von Eckardtsheim verlässt die Dalke das Bielefelder Stadtgebiet, tritt in die Gemarkung der Stadt Verl ein und nimmt kurz darauf den aus Dalbke zulaufenden Strothbach auf. Anschließend führt das Gewässer nördlich am Verler Ortsteil Sende vorbei, unterquert die Bundesautobahn 2 und tritt in das Naturschutzgebiet Große Wiese ein. Nachdem innerhalb dieses Grünlandkomplexes die Zuläufe Hasselbach und Bekelbach aufgenommen wurden, bildet die Dalke zunächst die Stadtgrenze zwischen Verl und Gütersloh, tritt schließlich in Gütersloher Gemarkung ein und durchfließt auf ziemlich genau 15 Kilometern Länge das Stadtgebiet.

### Unterlauf bis zur Mündung
Südlich des Ortsteils Avenwedde nimmt die Dalke auf Höhe der Strangmühle den Menkebach auf. Daraufhin durchquert das Gewässer von Ost nach West verlaufend den Gütersloher Innenstadtbereich und bildet dabei einen nahezu durchgängigen Grünzug, in dessen Verlauf unter anderem der Gütersloher Stadtpark mit dem Parkbad sowie der Riegerpark passiert werden. Etwa zwei Kilometer vor der Mündung befindet sich die Kläranlage Putzhagen, die Zentralkläranlage Güterslohs. Etwa einen Kilometer, bevor sie die Ems erreicht (die dort die Grenze der Stadt Gütersloh zur Gemeinde Herzebrock-Clarholz markiert), nimmt die Dalke in der Nähe der „Neuen Mühle“ im Stadtteil Pavenstädt den Wapelbach auf.

## Nebenflüsse
Die folgende Übersicht listet die Nebenflüsse der Dalke flussabwärts betrachtet auf:
| GKZ   | Name       | Länge in km | Einzugsgebiet in km² | Mündungshöhe in m ü. NHN | Lage der Mündung |
| 3122  | Sprungbach | 4,064       | 7,460                | ca. 111                  | linksseitig      |
| 31234 | Strothbach | 5,007       | < 10                 | ca. 103                  | linksseitig      |
| 3124  | Hasselbach | 6,317       | 10,968               | ca. 90                   | rechtsseitig     |
| 31252 | Bekelbach  | 6,796       | < 10                 | ca. 84                   | rechtsseitig     |
| 3126  | Menkebach  | 20,130      | 14,704               | ca. 81                   | linksseitig      |
| 3128  | Wapelbach  | 35,494      | 164,836              | ca. 70                   | linksseitig      |

## Geschichte
Die erste urkundliche Erwähnung des Flusses stammt aus dem Jahr 1001. Die „Dellina“ bzw. „Delchana“ bildete die Grenze des Paderborner Forstbannes. Ab Mitte des 18. Jahrhunderts war die Dalke Zollgrenze. Während der Zeit des Königreichs Westphalen bildete sie die Grenze zwischen dem Dorf Gütersloh, das zum Großherzogtum Berg gehörte, und der Bauerschaft Kattenstroth (heute ein Ortsteil von Gütersloh), die zum Königreich Westphalen gehörte.
Im 19. Jahrhundert wurde in größerem Maße in den Verlauf des Flusses eingegriffen. Während um 1800 noch zahlreiche Flussschlingen die Dalke prägten, zeigte der Fluss bereits um 1897 nahezu den heutigen Verlauf. In den Jahren 1841, 1881 und 1946 trat die Dalke nach Unwettern über das Ufer und richtete zum Teil erhebliche Schäden an Gebäuden der Gütersloher Innenstadt an, u. a. im Sankt-Elisabeth-Hospital.
Ende der 1960er Jahre wurde der Fluss aus Gründen des Hochwasserschutzes begradigt. Die Dalke wurde von 2 auf 6 Meter verbreitert und bekam im Zuge der Regulierung stellenweise ein Betonbett, sodass sie kanalartigen Charakter besaß, was von vielen Gütersloher Bürgern als Bausünde empfunden wurde. In den 1990er bis Mitte der 2000er Jahre wurde die Dalke renaturiert. Es entwickelte sich wieder ein vielfältiger Lebensraum für die Tierwelt; mit einem Rad- und Wanderweg entlang ihres Ufers dient der Fluss als Naherholungsgebiet.
Weitere Renaturierungsmaßnahmen wurden auch im Bereich um die Quelle in Sennestadt durchgeführt. Nachdem man den Quellbereich des Bullerbachs in den 1970er Jahren mit einer massiven Sicherung aus Steinen und Beton verbaute, wurde im Jahre 2001 eine naturnahe Umgestaltung vorgenommen, die im Herbst 2003 durch die Errichtung eines Holzstegs mit Aussichtsplattform abgeschlossen wurde.

## Gewässergüte
Der Bullerbach wird im Bereich seines Quelltals der Gewässergüteklasse I-II zugeordnet, gilt somit als „gering belastet“ und ist damit eines der wenigen Gewässer auf Bielefelder Stadtgebiet, das einen derart geringen Belastungszustand aufweisen kann. Der Zustand der Gewässergüte verschlechtert sich jedoch mit dem Durchfluss der Stauseen, ab diesem Punkt gilt die Güteklasse II-III und somit eine kritische Belastung. Kurz vor der Einmündung des Sprungbaches wird jedoch wieder die Güteklasse II erreicht, was einer mäßigen Belastung entspricht.
Zahlreiche Einleitungen in die Dalke führten dazu, dass die Qualität des Wassers auf Gütersloher Stadtgebiet in den 1980er Jahren als stark verschmutzt eingestuft werden musste (Gewässergüteklasse III). Heute hat sich der Belastungszustand jedoch wieder verbessert, die Dalke ist in diesem Bereich durchgehend der Gewässergüteklasse II – III zuzuordnen und damit als kritisch belastet einzustufen.

## Die Dalke als Nutzgewässer
Mit dem Wasser der Dalke wurden schon seit Jahrhunderten Wassermühlen betrieben, davon allein acht Mühlen auf dem Gebiet der Stadt Gütersloh. Die von der Quelle aus gesehen erste Anlage befindet sich jedoch bereits im Süden von Sennestadt. Hierbei handelt es sich um die Wintersmühle; eine inzwischen zu einem Hotel umgebaute ehemalige Wassermühle. Der zugehörige Mühlteich wird jedoch noch heute vom Bullerbach durchflossen.
Die östlichste Gütersloher Mühle ist die Mühle Eikelmann, die sich südlich der Großen Wiese auf Höhe der Stadtgrenze gegen Verl befindet. Diese Getreidemühle ist inzwischen stillgelegt worden, der ehemalige 3.500 m² große Mühlenteich existiert jedoch weiterhin. Nördlich von Sürenheide  fließt die Dalke auf Höhe der Mündung des Bekelbaches an der 1823 erbauten und 1951 modernisierten Wassermühle Ruthmann entlang, einer noch immer funktionsfähigen Maschinenmühle, bei der der Schrot noch vertikal über Elevatoren (Aufzüge) und Bleckfallrohre transportiert wurde. Rund zwei Kilometer flussabwärts befindet sich bei Avenwedde die Strangmühle, eine der ältesten Mühlen Güterslohs, die bereits Anfang des 18. Jahrhunderts in Betrieb war. Seit den 1960er Jahren ist das Bauwerk jedoch nicht mehr in Betrieb.
Auf Höhe des Parkbades im Ortsteil Sundern befindet sich die Mühle Avenstroth. Bei dieser Anlage handelt es sich um eine zum Teil noch funktionsfähige Kornmühle; darüber hinaus wird die erstmals im Jahr 1532 urkundlich erwähnte und somit wahrscheinlich älteste Gütersloher Mühle seit dem Jahr 1953 von den Stadtwerken zur Stromerzeugung genutzt. Eine weitere ehemalige Anlage mit dem Namen Meiers Mühle findet sich westlich des Stadtparks, deren Kolk Mitte des 19. Jahrhunderts als erste Gütersloher Freibadeanstalt genutzt wurde. Seit den 1950er Jahren wurde der Betrieb der Getreidemühle eingestellt.
Unweit der Mündung führt die Dalke schließlich an der Neuen Mühle vorbei, die einst unter anderem zur Gewinnung von Speiseöl diente, jedoch inzwischen nicht mehr in Betrieb ist und früher gastronomisch genutzt wurde. Erhalten geblieben ist die zugehörige Teichanlage, auf der früher das regional bekannte Radrennen über Wasser ausgetragen wurde. Heute (2018) wird der Betrieb und der dazugehörige See nicht mehr genutzt. Es gibt aber Pläne für eine Wiederbelebung.
Mit Amtenbrinks Mühle und Barkeys Mühle befanden sich einst zwei weitere Mühlen auf Gütersloher Stadtgebiet, sind jedoch inzwischen abgerissen worden.